# Liste des comtes de Gérone
Ceci est une liste des comtes de Gérone, qui ont gouverné le comté de Gérone, un des comtés catalans médiévaux, entre la fin du viiie siècle et la fin du IXe siècle.

## Comtes bénéficiaires
- 785 - 801 ou 811 : Rostaing (? - ?) ;
- 801 ou 811 - 812 ou 817 : Odilon (? - ?), également comte de Besalú (801 ou 811 - 812 ou 817) ;
- 812 ou 817 - 820 : Bera Ier (vers 770 - vers 844), également comte de Razès et de Conflent (790 - 820), de Barcelone (801 - 820), et de Besalú (812 - 820) ;
- 820 - 826 : Rampon de Barcelone, également comte de Barcelone (820 - 826) ;
- 826 - 832 : Bernard de Septimanie (vers 795 - 844), également comte de Barcelone (826 - 832) ;
- 832 - 835 : Bérenger de Toulouse (? - ?), également comte de Toulouse (816 - 835), de Barcelone et d'Empúries (832 - 835) ;
- 835 - 844 : Bernard de Septimanie (vers 795 - 844) (restauré), également comte de Toulouse, de Barcelone (835 - 844) et de Carcassonne (837 - 844) ; destitué et exécuté.
- 844 - 848 : Sunifred Ier (805 - 848), également comte d'Urgell, de Besalú, de Cerdagne (834 - 848), de Narbonne, de Béziers, de Nîmes, d'Agde, de Lodève, de Barcelone et d'Ausone, et marquis d'Espagne (844 - 848) ; assassiné  (848).
- Guillaume de Septimanie, (848-849); destitué et exécuté.
- 849 - 852 : Guifred Ier (? - ?), également comte de Besalú (849 - 852).
- 852 - 858 ; Odalric de Barcelone (? - ?), également comte de Barcelone, de Roussillon, d'Empúries et de Narbonne, et marquis de Gothie (852 - 858) ;
- 858 - 864 : Sunifred (? - 864), également comte de Barcelone, d'Empúries, de Roussillon, de Narbonne (858 - 864), de Toulouse, de Carcassonne et de Razès (863 - 864) ;
- 865 - 878 : Bernard de Gothie (? - après 880), également marquis de Gothie, comte de Barcelone, comte de Narbonne et de Roussillon (865 - 878), de Poitiers (866 - 877), de Bourges et d'Autun (876 - 878) ;
- 878 - 897 : Guifred le Velu (? - 897), fils de Sunifred Ier, également comte d'Urgell et de Cerdagne (870 - 897), de Barcelone (878 - 897), d'Osona (886 - 897) et de Conflent (890 - 897), et marquis d'Espagne.

## Comtés héréditaires
À la mort de Guifred le Velu, le comté de Gérone passe à son fils et successeur au comté de Barcelone, Guifred II Borell. Il reste définitivement aux mains des comtes de Barcelone, sans être formellement supprimé, puisque les comtes de Barcelone continuent à porter le titre de comte de Gérone.
En 1351, le roi d'Aragon Pierre IV donne à son fils Jean le titre de duc de Gérone. Ce titre reste celui des héritiers de la couronne d'Aragon jusqu'à 1416, quand le roi Ferdinand Ier érige le duché en principauté. Le titre de prince de Gérone est aujourd'hui porté par l'héritier du roi d'Espagne.